# Otothyris travassosi
Otothyris travassosi är en fiskart som beskrevs av Garavello, Britski och Schaefer, 1998. Otothyris travassosi ingår i släktet Otothyris och familjen Loricariidae. Inga underarter finns listade i Catalogue of Life.